# Liberty (village, New York)
Pour les articles homonymes, voir Liberty.
Ne doit pas être confondu avec Liberty (New York).
Liberty est un village du comté de Sullivan, dans l'État de New York, aux États-Unis,. En 2010, il compte une population de 4 392 habitants.

## Démographie
Lors du recensement de 2010, la ville comptait une population de 4 392 habitants, tandis qu'en 2016, elle est estimée à 4 199 habitants.